# Ogledalo Ajneneperh
Ogledalo ali zrcalo Ajneneperh je čarobno zrcalo v knjigi Harry Potter in kamen modrosti. 
To je zrcalo,  v katerem človek vidi tisto, česar si najbolj želi oziroma po čemer najbolj hrepeni (Če ime Ajneneperh preberemo od zadaj, preberemo hrepenenja). Veliko ljudi je pred njim zblaznelo, ker niso razumeli, kaj jim zrcalo prikazuje. Na ogledalu je napis Erised stra ehru oyt ube cafru oyt on whosi. Če ta napis preberemo od zadaj: I show you not your face but your hearts desire kar pomeni Ne kažem tvojega obraza, ampak tvoja hrepenenja
Harry je v ogledalu videl sebe s svojimi starši in sorodniki.
Ron se je videl kot predstavnik študentov, kapetan s pokalom v rokah.